# Steve James (rugbista)
Stephen Leslie Keith James (Sydney, 23 luglio 1960) è un ex rugbista a 15 e allenatore di rugby a 15 australiano, già mediano d'apertura nel rugby a 15 e allenatore di rugby a 13.

## Biografia
Fece parte dal 1983 al 1988 della rappresentativa del Nuovo Galles del Sud, per la quale scese in campo 10 volte.
Esordì negli Wallabies immediatamente prima della Coppa del Mondo di rugby 1987 contro la Corea del Sud e poi, nel corso della competizione, disputò un solo incontro, con l'Inghilterra nella fase a gironi; fu in seguito in campo per la Bledisloe Cup del 1987 e del 1988, sua ultima apparizione internazionale.
Dopo il ritiro passò alla carriera tecnica; dal 2004 al 2006 guidò i Carlingford Cougars, formazione di rugby a 13 del distretto di Balmain e fece parte dello staff dei Balmain Tigers, anch'essa formazione di XIII.